# Alekszandr Ivanovics Kuprin

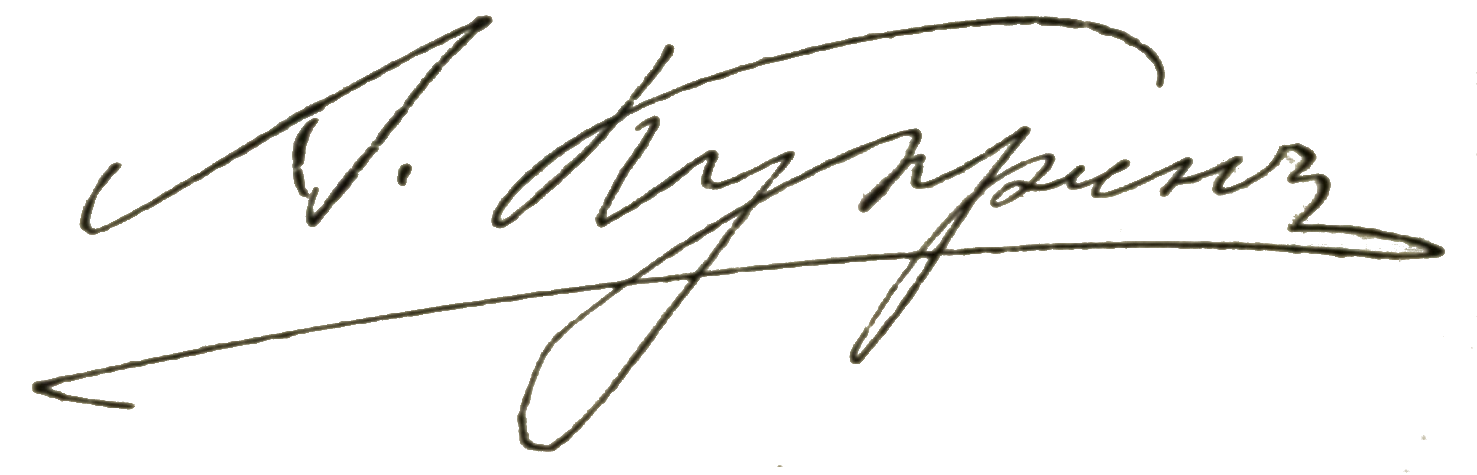
Kuprin névaláírása

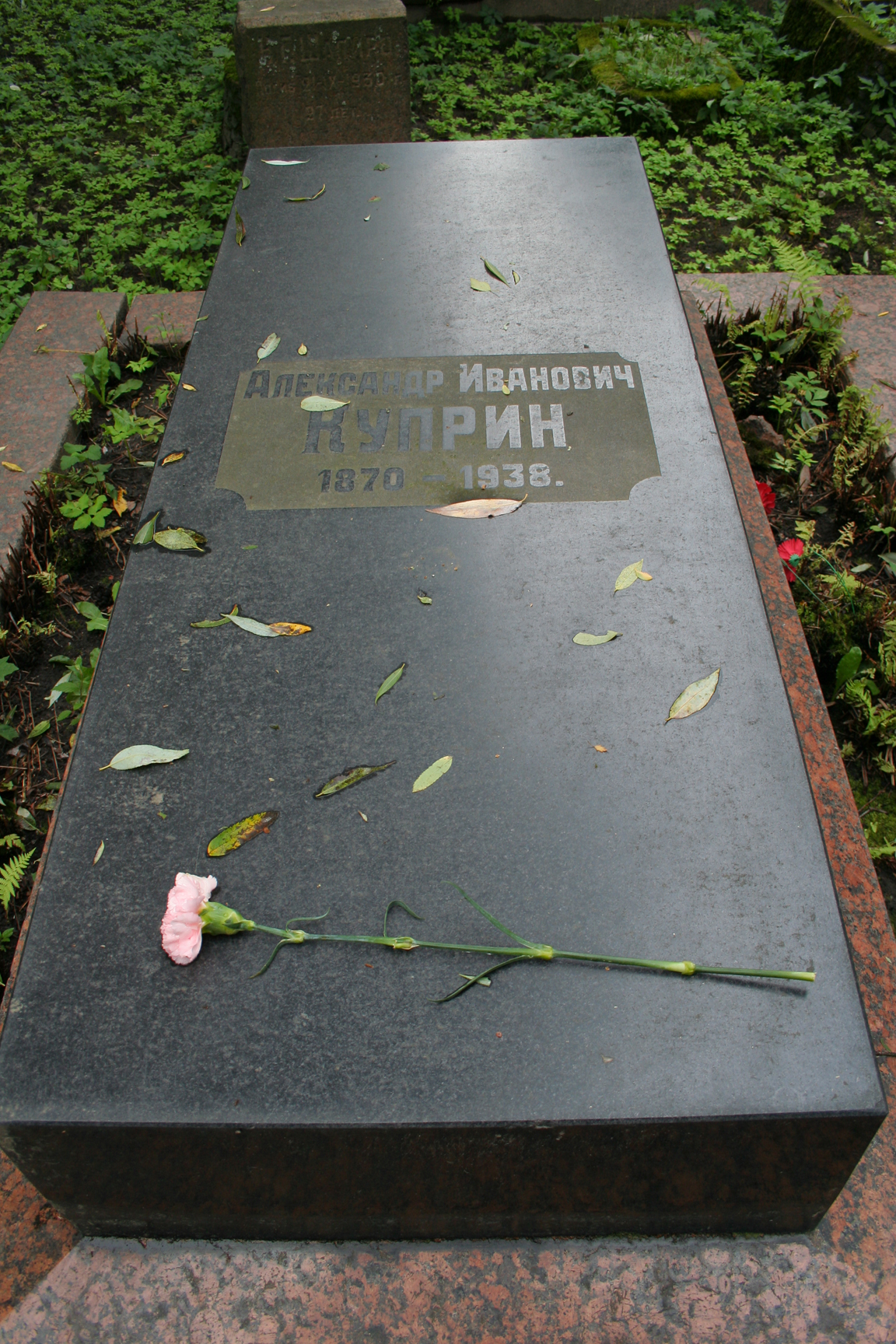
Az író sírja Szentpéterváron

Alekszandr Ivanovics Kuprin, cirill betűkkel: Александр Иванович Куприн (Narovcsat, 1870. augusztus 26. (julián naptár) / szeptember 7. (Gergely-naptár) – Leningrád, 1938. augusztus 25.) orosz realista író, az orosz naturalista próza képviselője. Írásainak tematikája változatos, gyakran megjelennek nála a távoli tájak és az egzotikus valamint fantasztikus témák. A 20. század első negyedének legjellegzetesebb és legellentmondásosabb írójának tartják. Az irodalomtörténészek szerint Kuprin az orosz kritikai realizmus egyik utolsó folytatója, Csehov méltó utódja, azonban kalandos és élvezetes stílusú, a hétköznapi nyelvhasználat fordulatait is megtartó írásaiért Jack Londonhoz is hasonlították. Nabokov őt tartotta „az orosz Kiplingnek”.

## Élete
Édesapja kishivatalnok volt, édesanyja pedig elszegényedett tatár hercegi családból származott. Kuprin születése után nem sokkal kolerában elhunyt apja, ekkor anyja Moszkvába költözött és gyermekét árvaházba adta. Kuprin katonának készült ezért tízéves korától különböző kadétiskolák és katonai tanintézmények növendéke volt.
13 évesen az irodalommal kezdett foglalkozni, kezdetben lírával, később áttért a prózára. 1889-ben jelent meg első elbeszélése, Az utolsó bemutatkozás egy moszkvai újságban, emiatt azonban sötétzárkába került, mivel a kadétiskola növendékeinek a házirend szerint a sajtóban nem szabadott publikálniuk.
Miután befejezte tanulmányait, 1890-től 1894 nyaráig Oroszország délnyugati részén volt katona, itt megismerkedett a hadsereg működésével. Ezután kalandorként tengette életét egészen 1919-ig, mely során Oroszország több részében is megfordult. Összebarátkozott Tolsztojjal, Csehovval, Gorkijjal és Bunyinnal. Elsősorban riportokat és cikkeket írt főként újság és folyóiratok számára, majd egy ideig intéző, halász, vadász és templomi kórustagként működött Odesszában. Ezután Kijevben fogászatot tanult, és a helyi színház színésze, valamint súgója volt. 1898-ban adta ki A boszorkány című regényét, ezt később több film is feldolgozta. Leghíresebb műve, A párbaj 1905-ben jelent meg.
Közben megnősült, de házassága tönkrement. 1908-ban a Szentpétervár közelében lévő Gatcsinában vásárolt házat, itt telepedett le és újból is megnősült.
1912-ben bejárta Nyugat-Európát, Francia- és Olaszországot, élményeit a Cote d'Azur című könyvében írta le. Amikor kirobbant az első világháború, otthonában katonai kórházat rendezett be. 1914 novemberében került a frontra tartalékosként, hét hónapig szolgált Finnországban, 1915 áprilisáig.
Ezután befejezte a még 1909-ben megkezdett Verem című regényét. 1916-ban előadó-körúton járt a Kaukázusban, az út során elkapta a maláriát, emiatt visszatért Gatcsinába. Üdvözölte az 1917-es forradalmat, Leninnel is tárgyalásokat folytatott a Kremlben egy új forradalmi újság megalapításáról. 1919 októberében a fehér csapatok elfoglalták Gatcsinát, ezért Kuprinnak és családjának menekülnie kellett.
Helsinkibe kerültek, itt a Novaja russzkaja zsizny című folyóiratnál nyert alkalmazást. Hamarosan Párizsba mentek tovább, 1920 júliusában telepedtek le, s az író a Otyecsesztvo, majd az Illjusztrirovannaja Rosszija című emigráns hetilapok munkatársa volt. Elbeszéléseket is írt emellett, amelyek többnyire a francia élettel, az orosz emigráció sorsával és a kadétiskolai emlékeivel foglalkoztak. Az idő múltával egyre inkább hanyagolta az irodalmat és kocsmákban valamint bordélyokban töltötte idejét.
A szovjet hatóságoktól 1937 májusában megkapta az engedélyt, hogy hazamehessen Gatcsinába, ahová a következő évben meg is érkezett. Időközben kialakult nyelőcsőrákja súlyosbodott, ez okozta halálát 1938. augusztus 25-én. Két nappal később temették el Leningrádban.

## Magyar fordítások

### 1919-ig
- Kuprin Sándor: Oleszja; ford. Lengyel Géza; Athenaeum, Bp., 1914 (Modern könyvtár)
- Az utcáról. Elbeszélés; ford. Zsatkovics Kálmán; Tevan, Békéscsaba, 1917 (Tevan-könyvtár)
- Kuprin Ivánovics Sándor: A párbaj. Regény az orosz katonai életből; ford. Balla Mihály; Athenaeum, Bp., 1917 (Athenaeum könyvtár)
- A kripta. Regény; ford. Bálint Lajos; Kultúra, Bp., 1918 (A Kultúra regénytára)
- Kuprin Sándor: Rybnikov kapitány; ford. Erdély Jenő; Athenaeum, Bp., 1918 (Olcsó regény)

### 1920–1944
- Szulamit; ford. Peterdi István; Genius, Bp., 1923 (A regényírás művészei)
- Alexandre I. Kuprin: Jama, a vöröslámpás negyed; ford. Vécsey Leó; Nova, Bp., 1925 (Kuprin Alexandre I. összes művei)
- Alexandre I. Kuprin: Salamon csillaga. Afro Amestigon; ford. Gellért Hugó; Nova, Bp., 1925 (Kuprin Alexandre I. összes művei)
- Alexandre I. Kuprin: Moloch; ford. Róna István; Nova, Bp., 1925 (Kuprin Alexandre I. összes művei)
- M. Garsin: Nadezsda Nikolajevna / A. I. Kuprin: A fehér puli; ford. Szémán István; Magyar Jövő, Miskolc, 1928 (Magyar Jövő könyvei)

### 1945–
- A fehér puli; Az Orosz Könyv, Oradea, 1947
- Nagy, mély szerelmek; ford. Gellért György; Káldor, Bp., 1947
- A csavargó; ford. Zsatkovics Kálmán; Hungária Ny., Bp., 1948 (Forintos regény)
- A fehér kutyus és más mesék; ford. Kóbor Noémi; Új Magyar Könyvkiadó, Bp., 1949
- Ribnyikov főhadnagy és más elbeszélések; ford. Gergely Viola; Új Magyar Kiadó, Bp., 1953 (Szépirodalmi kiskönyvtár)
- Juju és más elbeszélések; ford. Molnár Albert; Ifjúsági, Bp., 1955
- Cirkusz; ford. Gellért György et al., utószó Komor Gerta; Új Magyar Kiadó, Bp., 1957
- Szulamit; ford. Gellért György; Európa, Bp., 1957
- A boszorkány; ford. Gellért György, Kóbor Noémi, utószó Murányi-Kovács Endre; Európa, Bp., 1958
- Párbaj. Regény; ford. Tábor Béla; Európa, Bp., 1959
- Békesség. Elbeszélés; ford. Benkő Katalin; Kárpátontúli Kiadó, Uzshorod, 1960
- A boszorkány. Kisregény és elbeszélések; ford. Gellért György, Kóbor Noémi, Gergely Viola, utószó Apostol András; Szépirodalmi, Bp., 1960 (Olcsó könyvtár)
- A gránátköves karperec; Szépirodalmi, Bp., 1963 (Olcsó könyvtár)
- Verem. Regény; ford. Gellért György; Európa, Bp., 1964 (5 világrész könyvei)
- Salamon csillaga. Elbeszélések; ford. Gellért György; Európa, Bp., 1965
- Kisregények; ford. Gellért György, Kóbor Noémi, Tábor Béla; Európa, Bp., 1973
- Válogatott elbeszélések; ford. Gellért György et al.; Európa, Bp., 1973
- Párbaj. Regény és elbeszélések; ford. Gellért György, Rab Zsuzsa, Tábor Béla, vál. Nyíri Éva, utószó Apostol András; Európa, Bp., 1980 (A világirodalom remekei)
- A boszorkány. Három kisregény / Első szerelem / Fehér éjszakák; ford. Gellért György, Áprily Lajos, Devecseriné Guthi Erzsébet; Magyar Könyvklub, Bp., 1999 (Szerelmes világirodalom)